# Myrmoteras cuneonodum
Myrmoteras cuneonodum (лат.) — вид муравьёв (Formicidae) из подсемейства Формицины (Formicinae, Formicidae).

## Распространение
Юго-восточная Азия: Вьетнам, Китай, Таиланд.

## Описание
Длина тела составляет 3—5 мм. Основная окраска желтовато-коричневая; ноги, челюсти — светло-жёлтые. Длина головы — 0,92—1,10 мм (ширина — 0,92—1,03). Муравьи с крупными глазами и длинными узкими мандибулами. Мандибулы длиной 1,3 мм с 10-11 зубцами. Формула щупиков 6,4.  Стебелёк между грудкой и брюшком состоит из одного членика петиолюса (последний четко отделен от брюшка). Близок к видам Myrmoteras marianneae и Myrmoteras estrudae.